# Relações entre Argélia e Tunísia
As relações entre Argélia e Tunísia se referem as relações bilaterais entre a Argélia e a Tunísia. Ambos são membros da União do Magrebe Árabe e da União Africana.

## História
Embora menor e em uma posição mais precária em relação à Líbia, a Tunísia sempre fez esforços de alinhamento com a Argélia.  Na década de 1970, a Tunísia reverteu sua posição sobre o Saara Ocidental, de modo a não contrariar as autoridades argelinas.  A Tunísia foi a primeira nação a assinar o Tratado de Fraternidade e Concórdia com a Argélia em 1983. 
Ao longo da história independente da Argélia, esta última juntou-se a uma série de empreendimentos econômicos com a Tunísia, incluindo o gasoduto transnacional partindo da Argélia através da Tunísia até à Itália. Em 1987, a saída do presidente tunisiano Habib Bourguiba e sua substituição pelo mais diplomático Zine el Abidine Ben Ali aproximou ainda mais as duas nações. 
Depois da Revolução Tunisiana de 2011, quando os islamistas representados pelo Movimento Ennahda assumiram o poder, as relações entre os dois países ficaram turvas após numerosas acusações tunisianas contra o regime e a inteligência argelina relacionadas com uma emboscada terrorista visando uma patrulha do exército tunisino próximo da fronteira comum em 29 de julho de 2013,  que teria acontecido devido às preocupações da Argélia de uma possível transferência da revolução da Tunísia e da necessidade de desestabilizar a segurança interna tunisiana. O ministro de Assuntos Internos da Tunísia, em seguida, declarou  que a Argélia estava aliviada pois a Tunísia não iria exportar sua revolução. 